# Ahmed Sefrioui
Ahmed Sefrioui (arabă: أحمد صفروي) (n. 1915 – d. 2004) a fost un romancier marocan ce a scris în limba franceză.

## Cărți
- Le chapelet d'ambre (Le Seuil, 1949): His first novel centered on Fez (for this novel he receives "le grand prix littéraire du Maroc")
- La Boîte à merveilles (Le Seuil, 1954): the city of Fez, as seen through the eyes of the little Mohammed. This novel about traditions and life in the city was a milestone for Moroccan literature.
- La maison de servitude (SNED, Algérie, 1973)
- Le jardin des sortilèges ou le parfum des légendes (L'Harmattan, 1989).